# Gymnaciura
Gymnaciura este un gen de muște din familia Tephritidae.

Cladograma conform Catalogue of Life:
| Gymnaciura | \| \| Gymnaciura austeni \| \| \| \| \| \| Gymnaciura neavei \| \| \| \| |
|            | \| \| Gymnaciura austeni \| \| \| \| \| \| Gymnaciura neavei \| \| \| \| |
|            | Gymnaciura austeni                                                       |
|            |                                                                          |
|            | Gymnaciura neavei                                                        |
|            |                                                                          |